# Simalio phaeocephalus
Simalio phaeocephalus är en spindelart som beskrevs av Simon 1906. Simalio phaeocephalus ingår i släktet Simalio och familjen säckspindlar.
Artens utbredningsområde är Sri Lanka. Inga underarter finns listade i Catalogue of Life.